# Roman negru
Romanul negru sau Romanul de serie neagră este un roman adesea (dar nu neapărat) polițist, care propune o viziune pesimistă sau în care personajele se luptă cu mijloacele de care dispun cu mizeria, sărăcia, lipsa speranței, injustiția sau cu cei care  promovează asemenea non-valori. În limba franceză se mai numește și "le polar".
Genul s-a născut în SUA în anii '30, în contextul crizei și a crahului economic  din acei ani. Detectivul dintr-un roman de serie neagră lucrează de obicei într-o agenție privată, și are probleme financiare majore. Se plimbă frecvent prin medii rău famate și se întâlnește frecvent cu răufăcătorii. 
Cei mai cunoscuți asemenea detectivi sunt Sam Spade (Dashiell Hammett) și Philip Marlowe (Raymond Chandler). Autori contemporani cum ar fi Cormac McCarthy pot fi așezați în aceeași categorie. 
Transpunând pe ecranul de cinema romane de serie neagră , realizatori ca John Huston, Robert Montgomery și Howard Hawks au contribuit la popularizarea genului.

## Exemple de romane de serie neagră
Printre precursorii francezi am putea să-i cităm pe Honore de Balzac cu O afacere tenebroasă, Eugène Sue  cu romanul foileton Mystères de Paris (1842-1843)(Misterele Parisului), dar și pe Émile Zola cu romanul său L'Assommoir.
Dintre americani ar trebui citați Horace McCoy, care e autorul cărții Am cumparat bine caii, sau Adio viață, adio dragoste, sau James Cain (Poștasul sună întotdeauna de două ori) , iar colecția Série noire, creată de Marcel Duhamel, i-a făcut extrem de populari în Franța.
În august 1944, cu câteva zile înainte de eliberarea Parisului, Maurice Duhamel a descoperit trei cărți; două dintre ele erau scrise de Peter Cheney iar a treia de James Hadley Chase. 
I-a încredințat ideea colecției și traducerea celor trei cărți editorului Gallimard, iar poetul Jacques Prévert i-a găsit titlul. Seria a început să fie publicată în 1945 și a avut un succes uriaș.

## Romane de serie neagră franțuzești
Jean Amila a publicat foarte multe asemenea romane. Ar trebui menționat și Léo Malet, autorul unei Trilogii negre. Titlurile rezumă perfect conținutul cărților de tip serie neagră: La vie est dégueulasse (Viața e scârboasă) 1948, Le soleil n'est pas pour nous (Soarele nu e pentru noi) 1949, Sueur aux tripes 1969. Philippe Porée-Kurrer, prin Căutarea lui Nathan Barker 1994 a dat o nouă direcție genului.

## Romane de serie neagră în România
Nu există asemenea opere în literatura română. În românește au apărut doar traduceri ale romanelor de serie neagră americane. Corespondentul parțial al colecției Serie neagră a editurii Gallimard ar putea fi colecțiile romanelor polițiste, traduse din limbi străine, Enigma a editurii Univers și colecția Delfin a Editurii Militare. 
Ambele colecții și-au încetat, însă, apariția după anul 2000. Editurile au început să publice mai toate masiv romane polițiste, acestea au apărut inclusiv la editura Humanitas (vezi seria de cărți John Le Carre). 
În epoca interbelică un roman în foileton, publicat în fascicule, Aventurile submarinului Dox (autor Henry Warren) i-a încântat pe părinții noștri. Constantin Noica declara că citea cu plăcere în adolescență acest roman. Exemplare din acesta au circulat și în epoca stalinistă sub formă de samiszdat.